# Stegania commutataria
Stegania commutataria är en fjärilsart som först beskrevs av Jacob Hübner 1818-1819.  Stegania commutataria ingår i släktet Stegania och familjen mätare. Inga underarter finns listade i Catalogue of Life.